# Asociația de Fotbal Lesotho
Asociația de Fotbal Lesotho este forul ce guvernează fotbalul în Lesotho. Se ocupă de organizarea echipei naționale și a campionatului.